# 向山庭園
向山庭園（こうやまていえん）は、東京都練馬区向山にある、練馬区立公園。

## 沿革
- 1924年（大正13年） - 同地が、城南田園住宅組合（城南住宅組合）の借用地となる[1]。
- 1927年（昭和2年） - 宅地化が始まる。
- 1929年-1931年（昭和4年-6年） - 第8代鉄道大臣江木翼の邸宅地となる[2]。
- 1974年（昭和49年） - 不動産会社がマンション用地として土地を取得。反対運動が行われる[3]
- 1976年（昭和51年）11月26日 - 反対運動の結果、練馬区が土地を355,781,745円で購入。
- 1980年（昭和55年）2月29日 - 和室と茶室が完成。建築費は65,583,700円。
- 1980年（昭和55年）5月1日 - 練馬区立庭園として開園。
- 2011年3月11日 - 東日本大震災により、当庭園に損傷が生じた。このため改修工事を実施（工事期間中は立ち入り禁止）。
- 2013年4月頃 - 改修工事終了。

## 概要
- 西武鉄道豊島園駅徒歩2分。
- 敷地面積: 2,613.64m2

## 施設
- 純日本風の建物には和室が3室あり、そのうち2室に茶道用の炉が設けられている。また、庭園内には、茶室と貸し出し用区画がある。
- ひょうたん型の池を有する日本庭園となっている。
- 池は練馬城の濠跡と云われている。
- 庭園見学は無料だが、部屋や貸し出し用区画の利用については有料である。（要予約）。
- 駐車場は身体障害者用駐車場（1台）、駐輪場（20台）。

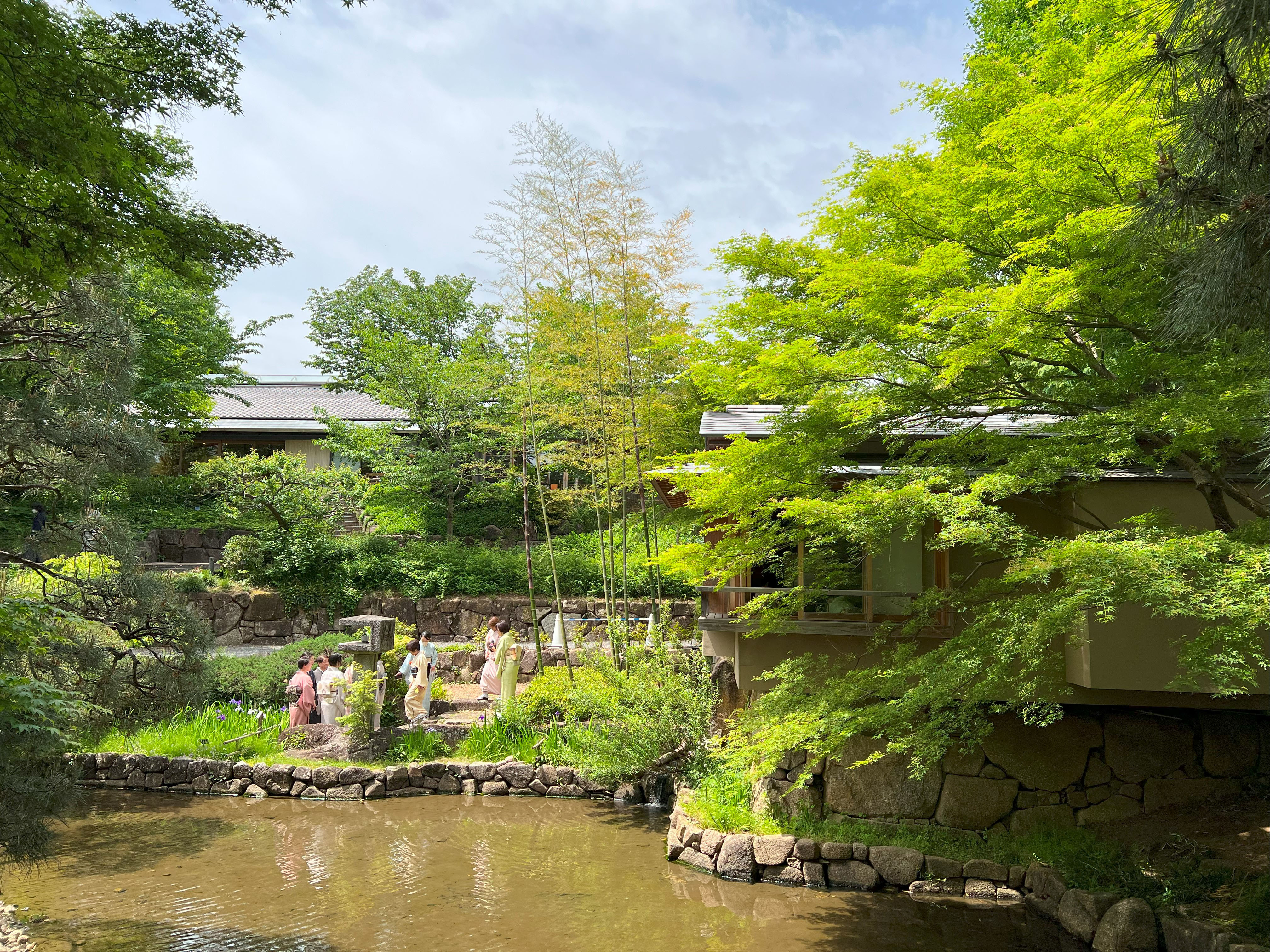
園内

## 所在地
東京都練馬区向山三丁目1番21号